# Chantrezac
Chantrezac era una comuna francesa que estaba situada en el departamento de Charente, de la región de Nueva Aquitania, que en 1970 se fusionó con las comunas de Loubert-Madieu y Roumazières, formando la comuna de Roumazières-Loubert.

## Demografía
| Gráfica de evolución demográfica de Chantrezac entre 1800 y 1968 |
|                                                                  |

Los datos demográficos contemplados en este gráfico se han cogido de la página francesa EHESS/Cassini.